# Casa Sperimentale
Die Casa Sperimentale ist ein avantgardistisches Wohnhausprojekt des Architekten Giuseppe Perugini und seiner Frau Uga de Plaissant (1917–2004), ebenfalls Architektin, sowie seinem Sohn Raynaldo Perugini. Es wurde aus Sichtbeton im Stile des Brutalismus in den Jahren 1968 bis 1975 in Fregene etwa 30 km entfernt von Rom errichtet. Die Familie selbst nannte es „Casa Albero“, das Baumhaus. Giuseppe Perugini war Professor für Gestaltung an der Universität Roma Tre.
Der Wohnraum unterteilt sich in drei ineinander verschlungene Kuben von etwa je 35 m² Fläche. Sie sind einem Gitterwerk von Betonbalken aufgehängt. Ein Baderaum befindet sich in einer Betonkugel, die an das Gebäude angedockt ist. Eine weitere Kugel aus Beton steht im Garten. Sie kann mit runden Glastüren verschlossen werden. Die Villa steht zwischen Pinien seit über 20 Jahren ungenutzt. Es kam öfters zu Einbrüchen.